# Raevyn Rogers
Raevyn Rogers (née le 7 septembre 1996 à Houston) est une athlète américaine, spécialiste du 800 mètres.

## Biographie
Elle est médaillée de bronze sur 800 mètres et médaille d'or du relais suédois lors des championnats du monde jeunesse 2013. En 2015, elle s'adjuge le titre du 800 m et du relais 4 × 400 mètres lors des championnats panaméricains juniors d'Edmonton.
Le 3 février 2018, lors des Millrose Games à New York, elle établit un nouveau record du monde du relais 4 × 800 mètres en 8 min 05 s 89 en compagnie de Chrishuna Williams, Charlene Lipsey et Ajee Wilson.
Le 4 mars 2018, elle remporte la médaille d'or du relais 4 x 400 m des championnats du monde en salle de Birmingham, grâce à sa participation aux séries. L'équipe américaine alignée en finale bat le record des championnats et record d'Amérique du Nord, d'Amérique centrale et des Caraïbes et devance sur le podium la Pologne et le Royaume-Uni.
Elle remporte une surprenante médaille d'argent aux championnats du monde 2019 à Doha, derrière Halimah Nakaayi.

## Palmarès
| Date | Compétition                        | Lieu             | Résultat | Épreuve   | Temps         |
| ---- | ---------------------------------- | ---------------- | -------- | --------- | ------------- |
| 2013 | Championnats du monde cadets       | Donetsk          | 3e       | 800 m     | 2 min 03 s 32 |
| 2013 | Championnats du monde cadets       | Donetsk          | 1re      | r. medley | 2 min 05 s 15 |
| 2015 | Championnats panaméricains juniors | Edmonton         | 1re      | 800 m     | 2 min 04 s 62 |
| 2015 | Championnats panaméricains juniors | Edmonton         | 1re      | 4 x 400 m | 3 min 31 s 49 |
| 2018 | Championnats du monde en salle     | Birmingham       | 5e       | 800 m     | 2 min 01 s 44 |
| 2018 | Championnats du monde en salle     | Birmingham       | 1re      | 4 × 400 m | séries        |
| 2018 | Championnats NACAC                 | Toronto          | 4e       | 800 m     | 2 min 00 s 75 |
| 2018 | Ligue de diamant                   | Ligue de diamant | 5e       | 800 m     | 1 min 59 s 05 |
| 2019 | Ligue de diamant                   | Ligue de diamant | 2e       | 800 m     | 2 min 00 s 67 |
| 2019 | Championnats du monde              | Doha             | 2e       | 800 m     | 1 min 58 s 18 |
| 2021 | Jeux olympiques                    | Tokyo            | 3e       | 800 m     | 1 min 56 s 81 |
| 2023 | Championnats du monde              | Budapest         | 4e       | 800 m     | 1 min 57 s 45 |

## Records
| Épreuve | Épreuve   | Temps         | Lieu        | Date            |
| ------- | --------- | ------------- | ----------- | --------------- |
| 400 m   | Plein air | 52 s 06       | Eugene      | 4 mai 2018      |
| 400 m   | En salle  | 53 s 19       | Albuquerque | 12 février 2016 |
| 800 m   | Plein air | 1 min 57 s 69 | Monaco      | 20 juillet 2018 |
| 800 m   | En salle  | 1 min 59 s 99 | Albuquerque | 17 février 2018 |